# Véronique Dasen
Pour les articles homonymes, voir Dasen.
Véronique Dasen, née en 1957, est une archéologue suisse, professeure à l'université de Fribourg. Ses domaines de spécialité sont principalement l’histoire du corps dans l'Antiquité, à partir des corpus liés aux savoirs médicaux et magiques, ainsi que l’histoire de la culture ludique, de l'enfance, et les études de genre. Elle dirige depuis 2017 un projet du Conseil Européen de la recherche intitulé Locus Ludi portant sur l'histoire de l'apprentissage et des jeux dans l'Antiquité.

## Biographie
En 2008, elle est nommée professeur d'archéologie classique et d'histoire ancienne à l'université de Fribourg en Suisse.
En 2017, elle obtient un financement du Conseil Européen de la Recherche pour son projet Locus Ludi. Cette recherche vise à comprendre le jeu et ses implications dans les apprentissages dans l'Antiquité, en se focalisant sur le rôle social, identitaire, et religieux des jeux et du sport dans le monde gréco-romain en étudiant conjointement les sources écrites, parfois en mettant à jour les traductions, parfois en en publiant d'inédites, afin de proposer un corpus anthropologique, un vocabulaire ancien du jeu et des jeux. Dans un deuxième temps, ce projet vise à adopter une approche du jeu par la culture matérielle et les objets archéologiques. Aussi, l'iconographie du jeu est centrale dans cette recherche,,,.

## Publications
- (dir.), Ludique. Jouer dans l’Antiquité, catalogue de l’exposition, Lugdunum, musée et théâtres romains, 20 juin-1er décembre 2019, Gent, Snoeck, 2019, 144 p.
- (dir.), avec U. Schädler, Dossier thématique Jouer dans l’Antiquité. Identité et multiculturalité, Archimède. Archéologie et histoire ancienne, 6, 2019, 71-212.
- (dir.), avec T. Haziza, Dossier thématique Jeux et jouets, Kentron, Revue pluridisciplinaire du monde antique, 34, 2018, 17-128.
- (dir.), avec P. Gaillard-Seux, Accueil et soin de l’enfant (Antiquité, Moyen Âge) (Annales de Bretagne et des pays de l'Ouest, 124), Rennes, Presses universitaires de Rennes, 2017, 227 p.
- Famille et société dans le monde grec et en Italie du Vesiècle au IIesiècle av. J.-C., avec Jean-Baptiste Bonnard et Jérôme Wilgaux, Rennes, Presses universitaires de Rennes, 2017, 545 p.
- (dir.), Agir. Identité(s) des médecins antiques (Histoire, médecine et santé, 8), Toulouse, Presses Universitaires du Midi, 2015.
- Le sourire d’Omphale. Maternité et petite enfance dans l’Antiquité, Rennes, Presses universitaires de Rennes, 2015, 408 p.
- Les savoirs magiques et leur transmission de l’Antiquité à la Renaissance (Micrologus 60), avec Jean-Michel Spieser (éds), Florence, Sismel 2014
- Veni, vidi, ludique. Le jeu de la vie. Catalogue-leporello de l’exposition, Nyon, Musée romain, 24 mai-31 octobre 2014, 2014
- La médecine à l’époque romaine. Quoi de neuf, docteur ? Catalogue de l’exposition, Carré Plantagenêt, musée d'Art et d'Histoire du Mans, 2013 (réédition augmentée)
- Art de manger, art de vivre. Nourriture et société de l’Antiquité à nos jours, avec Marie-Claire Gérard-Zai (dir.), Gollion, Infolio, 2012
- La médecine à l’époque romaine : Quoi de neuf, docteur ?, Lyon, Département du Rhône, 2011, 47 p. (lire en ligne).
- Des Fata aux fées : regards croisés de l’Antiquité à nos jours (Études de Lettres 289), avec Martine Hennard Dutheil de la Rochère (éds), Lausanne, 2011
- « Quoi de neuf, docteur ? » Médecine et santé à l’époque romaine, Nyon, Musée romain, 2010
- Children, Memory, and Family Identity in Roman Culture[8] avec Thomas Späth (éds), Oxford, Oxford University Press, 2010   (ISBN 9780199582570)
- Politics of Child Care in Historical Perspective. From the World of Wet Nurses to the Networks of Family Child Care Providers (Paedagogica Historica 46, 2010), avec Véronique Pache Huber (éds)
- La médecine dans l'Antiquité grecque et romaine[9] avec Helen King, Lausanne, 2008  (ISBN 9782970053668)
- Femmes en médecine. En l’honneur de D. Gourevitch, avec V. Boudon-Millot et B. Maire (éds), Paris, Medica, 2008
- Langages et métaphores du corps dans le monde antique (Cahiers d’histoire du corps antique III), avec J. Wilgaux (éds), Rennes, PUR, 2008  (ISBN 978-2-7535-0703-6)[10]
- L'embryon humain à travers l’histoire. Images, savoirs et rites, Gollion, Infolio, 2007
- Jumeaux, jumelles dans l'Antiquité grecque et romaine, Kilchberg, Akanthus Verlag, 2005[11] (ISBN 9783905083200)
- Les cadres " privés"  et "publics" de la religion grecque antique (Kernos suppl. 15), avec M. Piérart (éds), Liège, 2005
- Naissance et petite enfance dans l'Antiquité, (OBO 203), Fribourg/Göttingen, 2004  (ISBN 9783525530603)
- Regards croisés sur la naissance et la petite enfance. Actes du cycle de conférences “Naître en 2001” (Défis et dialogues 18), Fribourg, 2002
- Dwarfs in ancient Egypt and Greece, Oxford, 1993 (rééd. paperback Oxford, 2013)[9]. Traduit en arabe par Ahmad Hilal Yassine, Le Caire, Dar el-Sharqiyat, 2004  (ISBN 9780198146995)